# Спрингфилд (Минесота)
Спрингфилд (енгл. Springfield) град је у америчкој савезној држави Минесота.

## Демографија
По попису из 2010. године број становника је 2.152, што је 63 (-2,8%) становника мање него 2000. године.
| Група             | 2000.         | 2010.         |
| Белци             | 2.144 (96,8%) | 2.026 (94,1%) |
| Афроамериканци    | 0 (0,0%)      | 5 (0,2%)      |
| Азијати           | 10 (0,5%)     | 8 (0,4%)      |
| Хиспаноамериканци | 44 (2,0%)     | 98 (4,6%)     |
| Укупно            | 2.215         | 2.152         |